# Lars Jakobsen
Lars Jakobsen (ur. 4 listopada 1961 w Grenie) – duński piłkarz występujący na pozycji napastnika.

## Kariera klubowa
Jakobsen karierę rozpoczynał w sezonie 1982 w drugoligowym zespole Randers Freja. W debiutanckim sezonie spadł z nim do trzeciej ligi, jednak w kolejnym awansował z powrotem do drugiej. Z kolei w sezonie 1985 wraz z klubem wywalczył awans do pierwszej ligi. Po jednym sezonie spadł do drugiej, ale w następnym ponownie awansował do pierwszej. W 1989 roku został graczem innego pierwszoligowca, Odense BK. W sezonie 1989 zdobył z nim mistrzostwo Danii, a także został królem strzelców ligi z 14 bramkami na koncie.
W 1992 roku Jakobsen odszedł do trzecioligowego Nørre Åby IK, a w 1993 roku zakończył tam karierę.

## Kariera reprezentacyjna
W reprezentacji Danii Jakobsen zadebiutował 5 lutego 1990 w zremisowanym 1:1 towarzyskim meczu ze Zjednoczonymi Emiratami Arabskimi. 11 kwietnia 1990 w wygranym 1:0 towarzyskim pojedynku z Turcją strzelił swojego jedynego gola w kadrze. W drużynie narodowej rozegrał 4 spotkania, wszystkie w 1990 roku.